# پارک ملی ابیاتا شالا
پارک ملی ابیاتا شالا (به لاتین: Abijatta-Shalla National Park) یک پارک ملی در اتیوپی است که در اتیوپی واقع شده‌است.